# Sidhauli
Sidhauli es un pueblo y nagar Panchayat situado en el distrito de Sitapur en el estado de Uttar Pradesh (India). Su población es de 24976 habitantes (2011). 

## Demografía
Según el censo de 2011 la población de Sidhauli era de 24976 habitantes, de los cuales 13088 eran hombres y 11888 eran mujeres. Sidhauli tiene una tasa media de alfabetización del 79,08%, superior a la media estatal del 67,68%: la alfabetización masculina es del 84,64%, y la alfabetización femenina del 72,99%.